# Miley Cyrus
Miley Ray Cyrus, ursprungligen Destiny Hope Cyrus, född 23 november 1992 i Nashville i Tennessee, är en amerikansk sångare, skådespelare och låtskrivare. Hon är dotter till countrysångaren Billy Ray Cyrus.

## Biografi

### Uppväxt
Miley Cyrus föddes i Nashville i Tennessee. Hon är dotter till countrysångaren och skådespelaren Billy Ray Cyrus och Leticia "Tish", född Finley, och har två äldre halvbröder, Christopher-Cody och Trace. Hon har spelat in flera låtar tillsammans med Trace Cyrus som är sångare och gitarrist i rockbandet Metro Station. Hon har även en äldre halvsyster (Brandi), en yngre bror (Braison) och en yngre syster, Noah, som även hon är skådespelare. Dolly Parton är gudmor till Miley Cyrus.
Miley Cyrus döptes till Destiny Hope för att hennes föräldrar trodde hon skulle skapa stordåd. Namnet Miley kom från "Smiley" som hennes pappa brukade kalla henne som liten.

### Utbildning
Miley Cyrus började skolan vid Heritage Middle School, där hon även var cheerleader, och gick sedan i skolan vid Options For Youth. Hon hade även en privatlärare då hon spelade in sin TV-serie Hannah Montana. Miley växte upp på sina föräldrars bondgård i utkanten av Nashville i Tennessee. Hon fick en kristen uppfostran och döptes 2005 i en baptistkyrka tillhörig Southern Baptist Convention.

### Hannah Montana
Hon slog igenom i rollen som Miley Stewart/Hannah Montana på Disney Channel som startade 2006, och sändes i fyra säsonger. Hon skrev även egen musik till ledmotiven Hannah Montana (2006) och Hannah Montana 2/Träffa Miley Cyrus (Meet Miley Cyrus) 2007, utgivna av Walt Disney Records. Hollywood Records skrev kontrakt med Cyrus 2007 för en solokarriär. Hon gjorde en "Best of Both Worlds"-turné samma år, och man gjorde också en film av hela turnén (Hannah Montana & Miley Cyrus: Best of Both Worlds Concert, 2008).

### Musikkarriär
I april 2008 gav Cyrus ut sitt första soloalbum, Breakout. Hon gav sin röst till karaktären "Penny" i den Disney-animerade filmen Bolt (2008). Hon spelade även rollen som Miley och Hannah Montana i filmen Hannah Montana The Movie (2009)
Cyrus gav ut albumet The Time of Our Lives 2009, och samma år kom singeln Party in the U.S.A. Hon gav ut sitt tredje studioalbum Can't Be Tamed år 2010. 
Under 2013 bytte Cyrus stil till en mer utmanande image. Hon blev mycket omtalad efter ett framträdanden på MTV Video Music Awards 2013 när hon tillsammans med Robin Thicke framförde hans kontroversiella låt "Blurred Lines", samtidigt som hon anspelade kraftigt på sex och twerkade. Cyrus fick ta emot mycket kritik för framträdandet samtidigt som stjärnor som Lady Gaga och Justin Timberlake försvarade henne. När musikvideon till andra singeln från studioalbumet Bangerz, kallad Wrecking Ball, hade premiär 9 september 2013 slog den rekordet för antal visningar under 24 timmar. Videon hade då visats 19,3 miljoner gånger och väckte stor uppmärksamhet, då Cyrus, som av många fortfarande sågs som en barnstjärna, i stort sett är naken i videon.

### Skådespelarkarriär
Cyrus blev intresserad av skådespelaryrket när hon var nio år gammal, då hennes familj bodde i Toronto, Kanada. Hennes första roll var ett gästinhopp i sin fars TV-serie Doc, där hon spelade "Kylie". År 2003 fick hon rollen som en ung version av "Ruthie" i Tim Burtons Big Fish, där hon medverkade som Destiny Cyrus. Hon medverkade även i Rhonda Vincents musikvideo för låten If Heartaches Have Wings. Hon var även med i Colgate Country Showdown med sin far, som var värd för programmet.
Cyrus var 11 år gammal när hon provspelade för huvudrollen som Miley Stewart/Hannah Montana, och rollen som "bästa vännen" Lilly Truscott, men Disney Channels producenter bedömde att hon var för ung för rollen. Cyrus gav dock inte upp, och Disney bad henne att komma tillbaka för fler provspelningar. Enligt Disney Channels exekutiva vicepresident Gary Marsh fick Cyrus rollen på grund av sitt energiska och livliga framträdande och för att hon verkade gilla varje minut av sitt liv. Miley försökte i flera år att bli av med sin sydstatsdialekt, men Disney Channel ville att hon skulle använda den. Senare var Miley tvungen att låta sin egen far Billy Ray Cyrus provspela för att se om han passade för rollen som Hannahs far.
Cyrus syntes 2007 i TV-filmen High School Musical 2, där hon krediterades som "Tjej vid poolen". Där dansade hon precis innan eftertexterna började rulla. Hon har även haft en gästroll i Disney Channels The Emperor's New School som Yatta. Cyrus är även rösten bakom karaktären Penny i den animerade filmen Bolt.
Den 4 december 2008 meddelade Sun Times att Cyrus skulle vara med i ytterligare ett Disneyprojekt, i en uppföljare till komedin Adventures in Babysitting från 1987. Cyrus medverkade tillsammans med Raven-Symoné. Filmen hade premiär under 2010.
2010 spelade hon huvudrollen i filmen The Last Song byggd på romanen av Nicholas Sparks med samma namn. Hon spelade också huvudrollen i filmen LOL: Laughing Out Loud.

### Privatliv
Under nästan tio år hade Cyrus av och till ett förhållande med den australiske skådespelaren Liam Hemsworth. Den 23 december 2018 gifte sig paret vid en privat ceremoni i parets hus i Tennessee. Paret ansökte om skilsmässa 2019 vilken avslutades i januari 2020.
Paret Cyrus och Hemsworths bostadshus totalförstördes i den stora skogsbrand som härjade i södra Kalifornien i november 2018. Miley Cyrus och hennes dåvarande make Liam Hemsworth valde sedan att donera 500 000 dollar genom hennes stiftelse Happy Hippie Foundation till The Malibu Foundation som fokuserar på att återbygga Malibu.

## Diskografi

### Studioalbum
- Meet Miley Cyrus (2007)
- Breakout (2008)
- Can't Be Tamed (2010)
- Bangerz (2013)
- Miley Cyrus & Her Dead Petz (2015)
- Younger Now (2017)
- Plastic Heart (2020)
- Endless Summer Vacation (2023)
- Something Beautiful (2025)

### EP-skivor
- The Time of Our Lives (2009)

## Filmografi
| År   | Titel                                                     | Roll                           | Övrigt                      |
| ---- | --------------------------------------------------------- | ------------------------------ | --------------------------- |
| 2003 | Big Fish                                                  | Young Ruthie                   |                             |
| 2007 | High School Musical 2                                     | Girl at pool                   | Cameo                       |
| 2008 | Hannah Montana & Miley Cyrus: Best of Both Worlds Concert | Sig själv                      | 3D-konsert film             |
| 2008 | Bolt                                                      | Penny                          | Voice-over roll             |
| 2009 | Hannah Montana: The Movie                                 | Miley Stewart / Hannah Montana | Baserad på TV-serien        |
| 2010 | The Last Song                                             | Veronica "Ronnie" Miller       | Filmatisering av boken      |
| 2010 | Sex and the City 2                                        | Sig själv                      | Cameo                       |
| 2011 | Justin Bieber: Never Say Never                            | Sig själv                      | Cameo                       |
| 2012 | LOL: Laughing Out Loud                                    | Lola                           | Nyinspelning av fransk film |
| 2012 | So Undercover                                             | Molly                          |                             |
| 2013 | Miley: The Movement                                       | Sig själv                      |                             |
| 2015 | The Night Before                                          | Sig själv                      | Cameo                       |
| 2015 | A Very Murray Christmas                                   | Sig själv                      |                             |
| 2017 | Guardians of the Galaxy Vol. 2                            | Mainframe                      | Röst                        |
| 2019 | Black Mirror: Rachel, Jack and Ashley Too                 | Ashley O                       |                             |

| År        | Titel                         | Roll                           | Övrigt                                                          |
| --------- | ----------------------------- | ------------------------------ | --------------------------------------------------------------- |
| 2001–2003 | Doc                           | Kylie                          | Återkommande roll                                               |
| 2006–2011 | Hannah Montana                | Miley Stewart / Hannah Montana | Huvudroll                                                       |
| 2006      | The Suite Life of Zack & Cody | Miley Stewart / Hannah Montana | "That's So Suite Life of Hannah Montana" (Säsong 2, avsnitt 20) |
| 2006–2008 | Disney 365                    | Sig själv                      | I 9 avsnitt, 2006–2008.                                         |
| 2007      | The Replacements              | Kändis (röst)                  | "Frog Prince" (Säsong 2, avsnitt 5)                             |
| 2007–2008 | The Emperor's New School      | Yata (röst)                    | Återkommande roll                                               |
| 2009      | The Suite Life on Deck        | Miley Stewart / Hannah Montana | "Double-Crossed" (Säsong 1, avsnitt 21)                         |
| 2011      | Saturday Night Live           | Sig själv                      | Värd, avsnitt från 5 mars 2011.                                 |
| 2012      | Two and a Half Men            | Missi                          |                                                                 |